# Gong (Yibin)

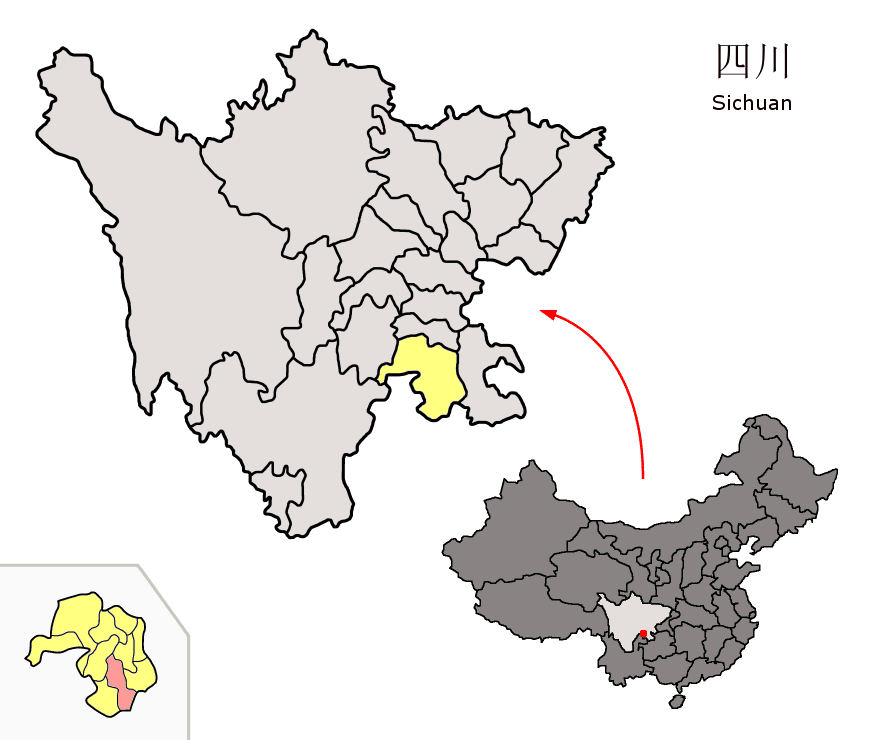
Lage des Kreises Gong (rosa) in der bezirksfreien Stadt Yibin (gelb).

Gong (chinesisch 珙县, Pinyin Gǒng Xiàn) ist ein Kreis der bezirksfreien Stadt Yibin im Südosten der südwestchinesischen Provinz Sichuan. Er hat eine Fläche von 1.147 km² und zählt 339.200 Einwohner (Stand: Zensus 2020). Sein Hauptort ist die Großgemeinde Xunchang (巡场镇).
Die Hängenden Särge der Bo (Boren xuanguanzang (mu) 僰人悬棺葬(墓)) und der Aikou-Steinbogen (Aikou shifang 隘口石坊) stehen seit 1988 bzw. 2006 auf der Liste der Denkmäler der Volksrepublik China.